# José Ignacio Prades
José Ignacio Prades Pons (geboren am 8. September 1975 in Petrer) ist ein spanischer Handballtrainer.
Prades trainierte die Handballteams von BM Elche, BM Elda (2010–2012) und CB Atlético Guardés. Mit dem Team aus A Guarda gewann er im Jahr 2017 die spanische Meisterschaft in der División de Honor.
Im September 2021 wurde er Trainer der spanischen Nationalmannschaft der Frauen, bis dato war er dort Assistenztrainer von Carlos Viver. Im Juni 2023 wird er wieder als Assistenztrainer tätig sein, dann an der Seite von Ambrosio Martín. Im Mai 2023 wurde Ambros Martín zum Cheftrainer ernannt, Prades wurde wieder Assistenztrainer.
Im Februar 2025 übernahm Prades erneut das Traineramt beim Verein Elda Prestigio, sein Co-Traineramt in der spanischen Nationalmannschaft wird er im April abgeben.